# جهوک مهرشاه
جهوک مهرشاه (به انگلیسی: Jhok Mehar Shah) یک روستا در پاکستان است که در پنجاب واقع شده‌است. جهوک مهرشاه ۱۴۸ متر بالاتر از سطح دریا واقع شده‌است.